# E3 Prijs Harelbeke 1978
L'E3 Prijs Harelbeke 1978, ventunesima edizione della corsa, si svolse il 1º aprile su un percorso di 230 km, con partenza ed arrivo a Harelbeke. Fu vinta dal belga Freddy Maertens della squadra Flandria-Velda-Lano davanti all'olandese Jan Raas e all'altro belga Ronald De Witte.

## Ordine d'arrivo (Top 10)
| Pos. | Corridore             | Squadra                | Tempo    |
| ---- | --------------------- | ---------------------- | -------- |
| 1    | Freddy Maertens       | Flandria-Velda-Lano    | 5h40'00" |
| 2    | Jan Raas              | Ti-Raleigh-Mc Gregor   | a 8"     |
| 3    | Ronald De Witte       | Sanson-Columbus        | a 44"    |
| 4    | Etienne Van der Helst | C&A                    | s.t.     |
| 5    | Walter Planckaert     | C&A                    | a 2'30"  |
| 6    | Marc Demeyer          | Flandria-Velda-Lano    | s.t.     |
| 7    | Johnny Vanderveken    | Old Lords-Splendor-KSB | s.t.     |
| 8    | Piet van Katwijk      | Ti-Raleigh-Mc Gregor   | s.t.     |
| 9    | Walter Godefroot      | Ijsboerke-Gios         | s.t.     |
| 10   | Ronny Van De Vijver   | Old Lords-Splendor-KSB | s.t.     |